# Stéphan Reggiani
Pour les articles homonymes, voir Reggiani.
Stéphan Reggiani, né le 14 novembre 1945 à Neuilly-sur-Seine et mort le 29 juillet 1980 à Mougins, est un auteur-compositeur-interprète français.

## Biographie
Stéphan Reggiani est le fils de Serge Reggiani, chanteur et comédien, et de Janine Darcey, comédienne.
Après le divorce de ses parents, Stéphan est élevé par sa mère et son beau-père. Il étudie à l'école internationale de Genève, et réussit à 17 ans le concours d'entrée à l'école des arts décoratifs de Nice, il obtient ainsi son diplôme d'architecte décorateur.
De retour à Paris, il fait différents métiers pour s'émanciper de sa famille et vivre seul ; il trouve plaisir à chanter quelques chansons dans des cabarets de la rive gauche.
Passionné de jazz et amoureux des mots, il est attiré par des références comme Jacques Brel, Georges Brassens et Léo Ferré et commence alors à composer ses propres textes pour les interpréter dans des petites salles. Il participe aussi, comme musicien d'un petit orchestre, à la partie musicale du spectacle de Marc'O, Les Idoles, joué notamment, rue Saint-Benoît, par Bulle Ogier, Pierre Clémenti et Jean-Pierre Kalfon.
À 22 ans, après plusieurs 45 tours, il sort en 1967 son premier album chez CBS avec comme directeurs musicaux Bernard Gérard et Michel Portal. Le disque est bien accueilli par le public et Stéphan donne de nombreux concerts en France, en Belgique et en Suisse.
Il est à l'affiche du cabaret parisien la Villa d'Este. Il se produit à Bobino en vedette anglaise du spectacle de Claude Véga et de Juliette Gréco. Fin décembre 1971, il passe à l'Olympia en vedette américaine en première partie de Liza Minnelli.
En 1971 il sort son deuxième album et part en tournée au Québec. Il choisit de changer de maison de disques en 1973 quittant CBS pour rejoindre Polydor qui produit son troisième album.
En 1975, Stephan monte sur scène avec son père Serge Reggiani à Bobino pour plusieurs récitals, auxquels participe aussi sa sœur Carine. Ils récidivent en 1977, puis partent en tournée ensemble. Un album est édité en 1975, mais dans cette expérience familiale, le père prend la plus grande place, ne laissant que peu d'espace à son fils. Le public accueille tièdement cette initiative, le succès est mitigé … Jacques Chancel consacre une de ses émissions Le Grand Échiquier aux Reggiani père et fils.
À l'époque, le public n'appréciait guère ces initiatives de vedettes qui lançaient leurs enfants dans le métier du show-business. Au même moment, dans les années 1970, Tino Rossi essayait également de lancer son fils, Laurent Rossi, qui chantait aussi avec son père. Seul Jean-Michel Jarre réussira, mais ce dernier n'avait plus aucun lien avec son père, le compositeur Maurice Jarre (célèbre pour des musiques de films comme Lawrence d'Arabie, Le Docteur Jivago, Le Cercle des poètes disparus, etc.), ses parents ayant divorcé alors qu'il était tout petit.

### Vie personnelle
Après un premier divorce, un remariage qui s'avère être un échec, une carrière en suspens (il n'a plus sorti de disque depuis plusieurs années), le moral au plus bas, en 1980, en vacances dans la maison de son père à Mougins, Stéphan Reggiani se suicide d'une balle dans le lit de ce dernier.
À son enterrement, Serge Reggiani déclare : « Le vrai chanteur dans la famille, c'était toi ». Stephan a été inhumé au cimetière du Montparnasse (9e division), dans le caveau familial, où le sera également son père en 2004.

## Discographie

### Vinyls
- 1967 : Super 45 tours CBS EP6340
  - Le Zip (Stéphan Reggiani)
  - Les Pionniers (Stéphan Reggiani)
  - Le Flambeur (Stéphan Reggiani)
  - Petit amour (Stéphan Reggiani)
- 1967 : LP 30 cm 33 Tours CBS 63 274
  - Le Manant (Stéphan Reggiani)
  - Revenir (Stéphan Reggiani)
  - La Jaguar (Stéphan Reggiani)
  - Le Flambeur (Stéphan Reggiani)
  - Tu disais, (Stéphan Reggiani)
  - Le zip, (Séphan Reggiani)
  - Je ne pense qu'à ça (Stéphan Reggiani)
  - Petit amour (Stéphan Reggiani)
  - Les jeunes mecs (Stéphan Reggiani)
  - Le Fantôme (Stéphan Reggiani)
  - Les filles sages (Stéphan Reggiani)
  - La Java des rats (Stéphan Reggiani)
- 1968 : Simple 45 tours CBS 3824
  - La sale blessure (Stéphan Reggiani)
  - C'est physique (Stéphan Reggiani)
- 1969 : Simple 45 tours CBS 4182
  - Le grand huit (Stéphan Reggiani)
  - Roméo de quatre sous (Stéphan Reggiani)
- 1970 : Simple 45 tours CBS 5116
  - À côté de mes pompes (Stéphan Reggiani)
  - Mariajuanita (Stéphan Reggiani)
- 1970 : Simple 45 tours CBS 4762
  - Si j'avais appris le solfège (Stéphan Reggiani)
  - Quand tu reviendras (Stéphan Reggiani)
- 1971 : LP 30 cm 33 Tours CBS 64 771
  - Odile (Stéphan Reggiani)
  - Douchka (Stéphan Reggiani)
  - Qu'est-ce qu'ont peut bien écrire... (Stéphan Reggiani, Françoise Lo)
  - L'idiot (P. Castelli, Stéphan Reggiani)
  - Si j'avais appris le solfège (Stéphan Reggiani)
  - Bonne figure (Stéphan Reggiani)
  - Cet oiseau là (Stéphan Reggiani, Françoise Lo)
  - La sale blessure (Stéphan Reggiani)
  - Je ne vends que du vent (Stéphan Reggiani)
  - On est du même bord (Stéphan Reggiani, Françoise Lo)
  - Marijuanita (Stéphan Reggiani)
  - À côté d'mes pompes (Stéphan Reggiani)
- 1972 : Simple 45 Tours CBS 8256
  - Bon à rien (Stéphan Reggiani)
  - Femme (Stéphan Reggiani, Y. Ouazana, JP. Festi)
- 1973 : Simple 45 Tours Polydor 2 056 249
  - Il faut de tout pour faire un monde (Stéphan Reggiani, Y. Ouazana, JP. Festi)
  - Dis moi un peu où tu m'emmènes (Stéphan Reggiani, Jean-Claude Annoux)
- 1974 : LP 30 cm 33 Tours Polydor 2 473 036
  - Titannick (Kernoa, Stéphan Reggiani)
  - La déprime (Kernoa, Stéphan Reggiani)
  - Comme un goût de sang (Stéphan Reggiani)
  - Si j'avais été (Kernoa, Séphan Reggiani)
  - Ma moitié (Stéphan Reggiani)
  - Je vous déteste (Kernoa, Stéphan Reggiani)
  - Chanson à l'envers (J. Manzac)
  - L'an 1968 (Stéphan Reggiani)
  - Il faut de tout pour faire un monde (Stéphan Reggiani, Y. Ouazana, JP. Festi)
  - Dis moi un peu où tu m'emmènes (Stéphan Reggiani, Jean-Claude Annoux)
- 1975 : LP 30 cm Tours Polydor 2 473 048 « Serge et Stéphan à Bobino »
  - Ma liberté (Georges Moustaki)
  - Hôtel des voyageurs (Jean-Loup Dabadie, Alain Goraguer), chanté par Serge Reggiani
  - Le déjeuner de soleil (Jean-Loup Dabadie, Alain Goraguer), chanté par Serge et Stéphan Reggiani
  - Arlequin assassiné (Francis Blanche), chanté par Serge Reggiani
  - L'idiot (P. Castelli, Stéphan Reggiani), chanté par Stéphan Reggiani
  - Il ne faut pas... (jacques Prévert), chanté par Serge Reggiani
  - La java des bombes atomiques (Boris Vian, Alain Goraguer), chanté par Stéphan et Serge Reggiani
  - Salut Rigolo (Jean-Loup Dabadie), chanté par Serge et Stéphan Reggiani
  - La déprime (Kernoa, Stéphan Reggiani), chanté par Stéphan Reggiani
  - Titannick (Kernoa, Stéphan Reggiani), chanté par Stéphan Reggiani
  - La putain (Jean-Loup Dabadie, Michel Legrand), chanté par Serge Reggiani
  - Dis mois un peu où tu m'emmènes (Stéphan Reggiani, Jean-Claude Annoux), chanté par Stéphan Reggiani
  - Je vous déteste (Kernoa, Stéphan Reggiani), chanté par Stéphan Reggiani
  - Enivrez-moi (Baudelaire, illustration musicale R. Bernard), chanté par Serge Reggiani
  - Madame nostalgie (Georges Moustaki), chanté par Serge Reggiani
  - Le souffleur (Claude Lemesle, Alain Goraguer), chanté par Serge Reggiani
  - Le monsieur qui passe (A. Noël, JJ. Robert), chanté par Serge Reggiani
  - Dessin dans le ciel (C. Roy, JJ. Robert), chanté par Serge Reggiani
  - L'italien (Jean-Claude Dabadie, Jacques Datin), chanté par Serge Reggiani
- 1976 : Simple 45 Tours Polydor 2 056 503
  - Aurélia (Stéphan Reggiani, J. Souc)
  - Ça va bien (paroles et musique Stephan Reggiani)

### Disques compacts
- 1992 : CD Polydor 517 550-2 (P.1975) Réédition « Serge et Stéphan à Bobino » en 1975
  - Ma liberté (Georges Moustaki)
  - Hôtel des voyageurs (Jean-Loup Dabadie, Alain Goraguer), chanté par Serge Reggiani
  - Le déjeuner de soleil (Jean-Loup Dabadie, Alain Goraguer), chanté par Serge et Stéphan Reggiani
  - Arlequin assassiné (Francis Blanche), chanté par Serge Reggiani
  - L'idiot (P. Castelli, Stéphan Reggiani), chanté par Stéphan Reggiani
  - Il ne faut pas... (jacques Prévert), chanté par Serge Reggiani
  - La java des bombes atomiques (Boris Vian, Alain Goraguer), chanté par Stéphan et Serge Reggiani
  - Salut Rigolo (Jean-Loup Dabadie), chanté par Serge et Stéphan Reggiani
  - La déprime (Kernoa, Stéphan Reggiani), chanté par Stéphan Reggiani
  - Titannick (Kernoa, Stéphane Reggiani), chanté par Stéphan Reggiani
  - La putain (Jean-Loup Dabadie, Michel Legrand), chanté par Serge Reggiani
  - Dis mois un peu où tu m'emmènes (Stéphan Reggiani, Jean-Claude Annoux), chanté par Stéphan Reggiani
  - Je vous déteste (Kernoa, Stéphan Reggiani), chanté par Stéphan Reggiani
  - Enivrez-moi (Baudelaire, illustration musicale R. Bernard), chanté par Serge reggiani
  - Madame nostalgie (Georges Moustaki), chanté par Serge Reggiani
  - Le souffleur (Claude Lemesle, Alain Goraguer), chanté par Serge Reggiani
  - Le monsieur qui passe (A. Noël, JJ. Robert), chanté par Serge Reggiani
  - Dessin dans le ciel (C. Roy, JJ. Robert), chanté par Serge Reggiani
  - L'italien (Jean-Loup Dabadie, Jacques Datin), chanté par Serge Reggiani

## Théâtre
- 1969 : Popaul et Juliette d'André Maheux et Mireille, mise en scène René Dupuy, Théâtre Gramont